# Tait tézise
Tait tézise a matematikafilozófia egy nevezetes eredménye, melyre William W. Tait amerikai logikus mutatott rá. Tait megkísérelte megadni a választ arra a mindaddig nyitott kérdésre, hogy Hilbert és Bernays mit értettek finit matematika alatt.

## Finitizmus és formalizmus
A finitizmus a matematikafilozófia hilberti formalista álláspontja mögött meghúzódó ideológia. Lényegében azt jelenti, hogy a matematika alapjait érintő bizonyítások során nem engedhetünk meg infinit, azaz végtelen bizonyítási módszereket, csak "megbízható", a számelmélet legnyilvánvalóbb eredményeit felvonultató eljárásokat.
A formalizmus – melynek Hilbert jeles képviselője – szinte teljesen ideológiamentes, meglehetősen liberális matematikafilozófiai keretelmélet. Megfér alatta egymás mellett a logicista, a nem-klasszikus logikát előnyben részesítő, a bizonyos szempontból realista és az antirealista szemlélet is, amennyiben elfogadja a következő látásmódot. A formalisták szerint a matematika nem más, mint formális nyelvi elméletek összessége, vagy legalábbis a matematikai tevékenység minden körülmények között leírható formális kifejezésekkel. A matematikai állítások jelsorozatok, köztük az axiómák és a tételek is, mely utóbbiaknak érvényessége a logika formális szabályai szerint ellenőrizhetők és az axiómák érvényességére vezethetők vissza. Minden matematikai tevékenység kimerül véges szimbólumsorozatokkal történő grafikus manipulációkban. A matematika elméletei matematikailag elemezhetők, vizsgálhatók, mint szimbólumrendszerek. Hilbert szerint, az általa metamatematikának nevezett matematikai elmélet feladata, hogy ezen rendszerek ellentmondásmentességét, nemteljességét és további egyéb tulajdonságait feltárja. Filozófiai szempontból ezen tulajdonságok közül az ellentmondásmentesség a legfontosabb tulajdonság. Ha ugyanis egy klasszikus logikai rendszer ellentmondásos, akkor benne minden állítás és mindegyik negációja is tétel, így az elmélet teljesen irreleváns állításokat tesz tárgyáról. Alapvető tehát, hogy egy gyakran alkalmazott elmélet (például a halmazelmélet) ellentmondásmentességét bebizonyítsuk ("konzisztenciabizonyítások"). A kérdés, hogy milyen eszközöket alkalmazhatunk a bizonyítás során, ha az a célunk, hogy biztosabb alapra helyezzük alapvető elméleteinket. (Például egy halmazelméleti bizonyítás alapján várni a halmazelmélet ellentmondásmentességét ugyanolyan naiv dolog, mint a "bolond vagy-e?" kérdés alapján várni, hogy megállapíthatjuk a kérdezett elmeállapotát. Világos, hogy a kérdésre adott válaszból nem fogjuk tudni megmondani, hogy így van-e vagy sem.)
Hilbert szerint a konzisztenciabizonyításokban alkalmazható alapvető elmélet egy olyan aritmetika, mely nem hivatkozik semmilyen végtelen entitásra. Hilbert számára a matematikai bizonyosság legmagasabb fokán a kombinatorikus, véges számelmélet áll, ezt nevezte finit matematikának. Sajnos csak példákat említ és ennél közelebbről nem határozta meg a finit matematikát, így nem teljesen világos, mit értett ez alatt.
Érdemes megvizsgálni miben korlátozza a matematikát ez a módszer. Egyáltalán nem arról van szó, hogy a finitség követelménye azt jelentené, hogy a matematikus ne használhassa a végtelen fogalmát. Pusztán a formális elméletek elméletében, közelebbről a konzisztenciabizonyítások során nem szabad ilyet tennie. Sőt, a finitség követelménye valójában a matematika egyik bizonyítására vonatkozóan sem jelent megszorítást, amennyiben minden bizonyítás egy véges formulasorozat. A Cantor-tétel közismerten arra való, hogy akármilyen nagy számosságú végtelen halmazt is elő lehessen állítani. Ám, a Cantor-tétel bizonyításában nem szerepelnek végtelen mennyiségek, csak azok formális nyelvi jelölései, melyek így véges jelsorozatok. (Hasonló ez a Mátrix című kultfilm alapgondolatához. Belülről a rendszer egy tetszőlegesen bonyolult végtelen univerzum, kívülről azonban csak egy véges program: egyesek és nullák sorozata.) A végtelennel kapcsolatos, ugyanezen látszólagos ellentmondással találkozunk a Skolem-paradoxonban is. A formális nyelvek matematikája véges karaktersorozatok tulajdonságaival foglalkozik, tehát a véges, kombinatorikus számelméletet feltételezi vizsgálati eszközként.

## Tait tézise
Tait konzekvensen végigvezette Hilbert gondolatmenetét és arra a megállapításra jutott, hogy:
(Tait tézise) – a finit matematika nem más, mint a primitív rekurzív aritmetika
A rekurzív függvények elméletében egy igen egyszerű függvényosztály tagjait nevezünk primitív rekurzív függvényeknek. A legegyszerűbb műveletekből, például az összeadásból függvénykompozíció útján elérhető függvények összességét értjük rajta. A számításelméletben a primitív rekurzív aritmetikai függvényeket úgynevezett Loop-programokkal jellemezhetjük. Ezek minden esetben véges lépésben végetérnek. Nem úgy a rekurzívan kiszámítható függvényeket jellemző Turing-gépek programjai, melyek nem feltétlenül állnak le véges idő alatt.

## A tézis következményei
A tézis lényegében azzal a következménnyel jár, hogy kikerülhetjük általa a Gödel-tételeket. Ezek bizonyításában ugyanis rekurzív, de nem primitív rekurzív függvények is szerepelnek, ami nyitvahagyja azt a kérdést, hogy finit módszerrel egy ellentmondásmentes elméletben található-e eldönthetetlen mondat. Hilbert-programja tehát a taiti kiegészítéssel már nem omlik össze a Gödel-tételek súlya alatt. A konklúzió szépséghibái azonban a következők:
– Hilbert és munkatársai csak intuitív módon definiálták a finitség mibenlétét. Található olyan Hilberttől származó konzisztenciabizonyítás, mely finitnek van szánva, de nem csak primitív rekurzív, hanem "valódi" rekurzív eszközöket is használ. Hilbert tehát nem védekezhetne Gödellel szemben.
– A megalapozási kísérletek Gödel óta kikerültek a matematika érdeklődésének homlokteréből. Nem hordoz matematikai értéket alapvető elméletek gyártása. Ráadásul, ha Gödel tétele csak azon az áron hatástalanítható, hogy a rekurzív függvények ily hatásos eszközét nem engedjük alkalmazni, akkor ez valójában visszalépés. A matematika történetében sosem váltak uralkodóvá olyan ideológiák, melyek korlátozták az emberi gondolat szabadságát (mint például az intuicionisták, az anticantoriánusok és a releváns logika hívei).

## Külső hivatkozások
- Egy újabb cikk, mégpedig Tait honlapjáról
- A Hilbert-programról